# Coldiron (Kentucky)
Coldiron es un lugar designado por el censo ubicado en el condado de Harlan en el estado estadounidense de Kentucky. En el Censo de 2010 tenía una población de 223 habitantes y una densidad poblacional de 400,47 personas por km².

## Geografía
Coldiron se encuentra ubicado en las coordenadas 36°49′42″N 83°27′10″O / 36.82833, -83.45278. Según la Oficina del Censo de los Estados Unidos, Coldiron tiene una superficie total de 0.56 km², de la cual 0.5 km² corresponden a tierra firme y (10.7%) 0.06 km² es agua.

## Demografía
Según el censo de 2010, había 223 personas residiendo en Coldiron. La densidad de población era de 400,47 hab./km². De los 223 habitantes, Coldiron estaba compuesto por el 99.1% blancos, el 0% eran afroamericanos, el 0% eran amerindios, el 0% eran asiáticos, el 0% eran isleños del Pacífico, el 0% eran de otras razas y el 0.9% pertenecían a dos o más razas. Del total de la población el 0% eran hispanos o latinos de cualquier raza.